# ТНК-BP
ТНК (МФА: [tɛɛnˈka biːˈpiː]) — ранее одна из крупнейших российских нефтяных компаний (третья в России по объёму добычи нефти). Полное наименование — Открытое акционерное общество «ТНК-ВР Холдинг». Название происходило от наименований соучредителей — российской «Тюменской нефтяной компании» и британской British Petroleum. Штаб-квартира — в Москве. Компания занимала 235 место в Fortune Global 500 (2011 год).
В октябре 2012 года было объявлено о предстоящей покупке компании российским государственным нефтегазовым гигантом «Роснефть». 21 марта 2013 года в официальном пресс-релизе «Роснефть» сообщила о завершении сделки по покупке 100 % ТНК-ВР.

## История
Компания была создана в 2003 году на паритетных началах британской BP и российской «Тюменской нефтяной компанией» (ТНК); головная структура зарегистрирована на Британских Виргинских островах. ТНК, в свою очередь, была образована 9 августа 1995 года путём выделения из состава «Роснефти» нефтедобывающих активов («Нижневартовскнефтегаз», «Тюменнефтегаз») и Рязанского НПЗ. В 1997 компания была приватизирована и перешла под контроль её нынешних совладельцев. В 1999 году ТНК в ходе раздела активов СИДАНКО включила в свой состав принадлежавшие ей Саратовский нефтеперерабатывающий завод, «Варьеганнефтегаз», «Удмуртнефть», «Новосибирскнефтегаз», «Саратовнефтегаз» и «Кондпетролеум» (получившую наименование «ТНК-Нягань»). В 2000 году была приобретена нефтяная компания ОНАКО. В следующем году компания купила находящийся в состоянии банкротства Лисичанский НПЗ на Украине. В 2002 году ТНК на паритетных началах с «Сибнефтью» приобрела нефтегазовую компанию «Славнефть», раздел которой между двумя собственниками не завершился до сих пор. ТНК-BP принадлежит нефтедобывающее объединение Оренбургнефть.
Уже после образования совместного предприятия с BP структура активов компании также изменялась: в 2005—2007 были проданы «Саратовнефтегаз», «Удмуртнефть», Орский НПЗ, доля в РУСИА Петролеум.

### Конфликт между акционерами
В мае 2008 года стал публичным острый конфликт между российскими акционерами компании (российский консорциум «Alfa Access Renova» (AAR): «Альфа-групп» Михаила Фридмана, «Access Industries» Леонарда Блаватника и «Ренова» Виктора Вексельберга), которые настаивали на увольнении Дадли и снижении числа британских менеджеров в компании, с одной стороны, и их британскими партнёрами, с другой. Со своей стороны, российский консорциум AAR полагал, что британская ВР пытается установить контроль над холдингом, игнорируя интересы других акционеров компании, в связи с чем он заявил о начале юридических процедур по защите своих интересов в холдинге.
12 июня 2008 года председатель совета директоров компании Питер Сазерленд выразил огорчение бездействием российского премьер-министра В. Путина в связи с тем, что тот, по его мнению, не препятствует российским «олигархам» применять силовые методы в ходе их попыток взять ТНК-BP под свой полный контроль, согласно сообщениям The Guardian.
6 июля 2008 года бизнес-приложение газеты Sunday Times сообщило, что компания British Petroleum подала в Высокий суд Лондона (The High Court of Justice ) иск на четырёх российских акционеров компании ТНК-BP: Михаила Фридмана, Виктора Вексельберга, Леонарда Блаватника и Германа Хана.
4 сентября 2008 года сторонами конфликта был подписан 5-страничный меморандум о понимании на базе общей договорённости между Хейвардом и Фридманом, достигнутой в конце июля в Праге. Пойдя на уступки российским акционерам в вопросах «реструктуризации менеджмента и управления», BP сумела настоять на IPO по меньшей мере 20 % совместного предприятия и сохранении доли в 50 %. В начале октября 2008 года совладелец компании Виктор Вексельберг рассказал президенту России Дмитрию Медведеву, что конфликт в компании полностью урегулирован, и сторонами согласована отставка генерального директора «ТНК-BP» Роберта Дадли.

## Собственники и руководство
До марта 2013 года компания являлась дочерней компанией TNK-BP International, зарегистрированной на Британских Виргинских островах. Исполнительным директором компании был Герман Хан, исполнительным директором по газовому бизнесу являлся Виктор Вексельберг. TNK-BP International была учреждена 29 августа 2003 года британской нефтяной компанией BP и консорциумом ААР («Альфа-групп» Михаила Фридмана, Access Industries Леонарда Блаватника и «Ренова» Виктора Вексельберга). Учредители внесли в неё 96 % акций ТНК, по 98 % акций «ОНАКО» и «Сиданко», 50 % «Славнефти», доли в «РУСИА Петролеум» и «Роспане». В 2005 году акции ТНК, «ОНАКО», «Сиданко» и ещё 14 компаний холдинга были конвертированы в бумаги «ТНК-ВР Холдинга», зарегистрированного в Тюменской области. По данным на октябрь 2012 года, 50 % компании принадлежало британской BP, около 5 % акций находилось в свободном обращении, остальное принадлежало Alfa Group, по 12,5 % — Renova и Access Industries.
22 октября 2012 года было объявлено о том, что российская государственная нефтяная компания «Роснефть» договорилась с акционерами «ТНК-BP» о покупке компании. Британская BP за свою долю получила $16,65 млрд денежных средств и 12,84 % акций «Роснефти», а консорциум AAR — $27,73 млрд (при этом обе сделки независимы друг от друга). Выкуп акций миноритарных акционеров и выплата дивидендов не предполагались (что сразу обрушило курс акций ТНК-BP на 21 % до рекордного уровня). В январе 2013 года Федеральная антимонопольная служба (ФАС) удовлетворила ходатайство «Роснефти» о приобретении 100 % ТНК-BP.
21 марта 2013 года компания полностью перешла под контроль российской государственной нефтяной компании «Роснефть».

## Деятельность
Добыча нефти ведётся в следующих регионах: Западная Сибирь (Тюменская и Новосибирская области, Ханты-Мансийский — Самотлорское месторождение и Ямало-Ненецкий автономные округа); Волго-Уральский регион (Оренбургская и Саратовская области); Восточная Сибирь (Иркутская область); Дальний Восток (Сахалин). Также ТНК-BP принадлежала газодобывающая компания «Роспан интернешнл».
Аудированные доказанные запасы углеводородов по состоянию на 31 декабря 2008 года составили 8,230 млрд баррелей нефтяного эквивалента по методике Комиссии по торговле ценными бумагами США (SEC).
Компании принадлежит 5 нефтеперерабатывающих заводов в Нижневартовске, Нягани, Рязани, Саратове и Лисичанске.
Розничная сеть компании включает в себя более чем 1500 АЗС, работающих под марками «ТНК» и «ВР». При этом самой ТНК-BP и её дочерним компаниям на конец сентября 2010 года принадлежало лишь 733 автозаправочные станции (в том числе все, работающие под маркой «ВР»); остальными владеют независимые операторы, которые используют марку ТНК по джобберскому соглашению с ТНК-BP.

### Показатели деятельности
Общая численность персонала — примерно 60 тыс. человек. Добыча углеводородов в 2008 году составила 601 млн баррелей нефтяного эквивалента.
|                                 | 2006 год | 2006 год | 2007 год | 2008 год |
| ------------------------------- | -------- | -------- | -------- | -------- |
| Выручка, млрд руб.              | 484,8    | ▲ 584,5  | ▼ 400,8  | ▲ 524,7  |
| Операционная прибыль, млрд руб. | 91,3     | ▼ 61,4   | ▼ 64,1   | ▲ 94,3   |
| Чистая прибыль, млрд руб.       | 119,4    | 119,4    | ▼ 49,4   | ▲ 82,7   |

|                               | 2006 год | 2007 год | 2008 год |
| ----------------------------- | -------- | -------- | -------- |
| Выручка, млрд $               | 32,1     | ▲ 34,995 | ▲ 45,128 |
| Операционная прибыль, млрд $. | 6,2      | ▲ 7,255  | ▲ 8,061  |
| Чистая прибыль, млрд $        | 6,4      | ▼ 5,732  | ▲ 6,384  |

## Нарушение антимонопольного законодательства
В 2008 году Федеральная антимонопольная служба РФ наложила на ТНК-BP (наряду с «Лукойлом», «Роснефтью» и «Газпром нефтью») штраф за коллективное поддержание монопольно высоких цен на оптовом рынке нефтепродуктов в размере 1,1 млрд руб. Компания в дальнейшем успешно оспорила данные санкции в судах, однако в мае 2010 года президиум Высшего арбитражного суда отменил решения нижестоящих судов и отказал ТНК-ВР в оспаривании решения ФАС. Глава ФАС Игорь Артемьев сравнил дело в отношении четырёх нефтяных компаний с историческим решением верховного суда США о разделении нефтяной империи Джона Рокфеллера Standard Oil.
В феврале 2012 года ТНК-BP вновь была оштрафована ФАС РФ в рамках «третьей волны» антимонопольных дел в отношении вертикально-интегрированных нефтяных компаний (ранее аналогичные штрафы были наложены на «Роснефть», «Газпром нефть», «Башнефть» и «Лукойл»). Штраф в сумме 1,39 млрд руб. был наложен за то, что компания «создала дискриминационные условия на оптовом рынке автомобильного бензина, а также установила и поддерживала монопольно высокие цены на рынке в период второго-третьего кварталов 2011 года».

## Социальная политика
Расходы компании на благотворительность составили в 2010 году 1,4 млрд руб.
Команда ТНК Racing Team участвует в Российской гоночной серии RTCC с 2009 года. В 2010 году команда выиграла командный зачёт «Туринг» в данной серии (пилоты Ухов Михаил, Попов Максим), заработав 1671,6 очков.